# Fuentes de Andalucía
Fuentes de Andalucía é um município da Espanha na província de Sevilha, comunidade autónoma da Andaluzia, de área 150 km² com população de 7365 habitantes (2007) e densidade populacional de 49,24 hab/km².

## Demografia
| Variação demográfica do município entre 1991 e 2004 | Variação demográfica do município entre 1991 e 2004 | Variação demográfica do município entre 1991 e 2004 | Variação demográfica do município entre 1991 e 2004 |
| --------------------------------------------------- | --------------------------------------------------- | --------------------------------------------------- | --------------------------------------------------- |
| 1991                                                | 1996                                                | 2001                                                | 2004                                                |
| 7171                                                | 7470                                                | 7389                                                | 7369                                                |